# Kalmosaari (ö i Vaala, Otermanjärvi)
Kalmosaari är en ö i Finland.  Ordet kalmosaari hänvisar antagligen att ön har varit begravningsplats. Ön ligger i sjön Otermanjärvi och i kommunen Vaala i den ekonomiska regionen  Oulunkaari och landskapet Norra Österbotten, i den centrala delen av landet, 500 km norr om huvudstaden Helsingfors. Öns area är 0,2 hektar och dess största längd är 70 meter i sydöst-nordvästlig riktning.